# Пляжный волейбол на летних Олимпийских играх 2024 (женщины)
Соревнования по пляжному волейболу среди женских команд на Играх XXXIII Олимпиады в Париже проходили с 27 июля по 9 августа 2024 года на Марсовом поле с участием 24 пар из 17 стран. Обладательницами золотых медалей стали бразильянки Ана Патрисия Рамос и Эдуарда Лижбоа (Дуда), победившие в финальном матче канадок Мелиссу Уману-Паредес и Брэнди Уилкерсон. Бронзу выиграла команда из Швейцарии — Таня Хюберли и Нина Бруннер.

## Квалификация и участницы турнира
От каждой страны может выступить не более двух команд. Одно место в турнире было гарантировано представителям Франции как организаторам Олимпийских игр. В 2023 году олимпийские путёвки завоевали победители чемпионата мира в Мексике. 17 команд были определены по олимпийскому рейтингу FIVB, учитывающему 12 лучших результатов каждой пары в период с 1 января 2023 года по 10 июня 2024 года, а ещё 5 лицензий (по одной на каждую входящую в FIVB континентальную конфедерацию) были разыграны в рамках Континентального кубка, решающие матчи которого прошли в июне 2024 года.
|                                               | Квота | Страны | Команды |
| --------------------------------------------- | ----- | --- | --- |
| Принимающая страна                            | 1     | Франция | Клеманс Виейра / Алин Шамеро |
| Чемпионат мира-2023                           | 1     | США | Сара Хьюз / Келли Ченг |
| Олимпийский рейтинг FIVB на 10 июня 2024 года | 17    | Бразилия · США · Канада · Бразилия · Нидерланды · Швейцария · Латвия · Китай · Италия · Германия · Австралия · Швейцария · Испания · Германия · Франция · Литва · Испания | Ана Патрисия Рамос / Эдуарда Лижбоа Кристин Нусс / Тарин Клот Мелисса Умана-Паредес / Брэнди Уилкерсон Каролина Солберг Салгадо / Барбара Сейшас Катя Стам / Раиса Схон Таня Хюберли / Нина Бруннер Тина Граудиня / Анастасия Самойлова Сюэ Чэнь / Ся Синьи Валентина Готтарди / Марта Менегатти Свенья Мюллер / Цинья Тилльман Мариафе Артачо дель Солар / Талика Клэнси Эсме Бёбнер / Зоэ Верже-Депре Даниэла Альварес / Таня Морено Лаура Людвиг / Луиза Липпман Лезана Пласетт / Алексия Ришар Моника Пауликене / Айне Раупелите Лилиана Фернандес / Паула Сория |
| Континентальный кубок                         | 5     | Чехия · Парагвай · Япония · Египет · Канада | Барбора Германнова / Мари-Сара Штохлова Хьюлиана Полетти / Мичель Вальенте Акико Хасэгава / Мики Исии Марва Абдельхади / Доаа Элгобаши Хизер Бэнсли / Софи Буковец |

## Соревнование
Жеребьёвка группового этапа состоялась 28 июня 2024 года в Париже.
По итогам группового этапа напрямую в 1/8 финала вышли 12 команд, занявшие в своих группах 1-е и 2-е места, а также две команды, занявшие 3-е места с наилучшими показателями. Ещё четыре команды, которые также стали третьими в группах, провели стыковые матчи, два победителя которых вышли в 1/8 финала. Далее турнир проходил по обычной системе с выбыванием.

### Групповой этап

#### Группа A
|                                               | Матчи | Матчи | Матчи | Очки | Сеты | Сеты | Сеты  | Мячи | Мячи | Мячи  |
| И                                             | В     | П     | В     | Очки | П    | В:П  | В     | П    | В:П  |       |
| --------------------------------------------- | ----- | ----- | ----- | ---- | ---- | ---- | ----- | ---- | ---- | ----- |
| 1. Ана Патрисия Рамос / Эдуарда Лижбоа (BRA)  | 3     | 2     | 0     | 6    | 6    | 0    | max   | 126  | 85   | 1,482 |
| 2. Лилиана Фернандес / Паула Сория (ESP)      | 3     | 2     | 1     | 5    | 4    | 3    | 1,333 | 116  | 131  | 0,885 |
| 3. Валентина Готтарди / Марта Менегатти (ITA) | 3     | 1     | 2     | 4    | 3    | 4    | 0,750 | 126  | 117  | 1,077 |
| 4. Марва Абдельхади / Доаа Элгобаши (EGY)     | 3     | 0     | 3     | 3    | 0    | 6    | 0,000 | 91   | 126  | 0,722 |

| Дата  | Время |                                            | Счёт |                                            | Сеты  | Сеты  | Сеты  |
| Дата  | Время | 1                                          | Счёт | 2                                          | 3     |       |       |
| ----- | ----- | ------------------------------------------ | ---- | ------------------------------------------ | ----- | ----- | ----- |
| 28.07 | 9:00  | Валентина Готтарди / Марта Менегатти (ITA) | 1:2  | Лилиана Фернандес / Паула Сория (ESP)      | 22:24 | 21:9  | 14:16 |
| 28.07 | 16:00 | Ана Патрисия Рамос / Эдуарда Лижбоа (BRA)  | 2:0  | Марва Абдельхади / Доаа Элгобаши (EGY)     | 21:14 | 21:19 |       |
|       |       |                                            |      |                                            |       |       |       |
| 30.07 | 11:00 | Валентина Готтарди / Марта Менегатти (ITA) | 2:0  | Марва Абдельхади / Доаа Элгобаши (EGY)     | 21:16 | 21:10 |       |
| 30.07 | 21:00 | Ана Патрисия Рамос / Эдуарда Лижбоа (BRA)  | 2:0  | Лилиана Фернандес / Паула Сория (ESP)      | 21:12 | 21:13 |       |
|       |       |                                            |      |                                            |       |       |       |
| 1.08  | 11:00 | Лилиана Фернандес / Паула Сория (ESP)      | 2:0  | Марва Абдельхади / Доаа Элгобаши (EGY)     | 21:18 | 21:14 |       |
| 1.08  | 20:00 | Ана Патрисия Рамос / Эдуарда Лижбоа (BRA)  | 2:0  | Валентина Готтарди / Марта Менегатти (ITA) | 21:17 | 21:10 |       |

#### Группа B
|                                                    | Матчи | Матчи | Матчи | Очки | Сеты | Сеты | Сеты  | Мячи | Мячи | Мячи  |
| И                                                  | В     | П     | В     | Очки | П    | В:П  | В     | П    | В:П  |       |
| -------------------------------------------------- | ----- | ----- | ----- | ---- | ---- | ---- | ----- | ---- | ---- | ----- |
| 1. Кристин Нусс / Тарин Клот (USA)                 | 3     | 3     | 0     | 6    | 6    | 1    | 6,000 | 135  | 112  | 1,205 |
| 2. Мариафе Артачо дель Солар / Талика Клэнси (AUS) | 3     | 2     | 1     | 5    | 4    | 3    | 1,333 | 126  | 123  | 1,024 |
| 3. Сюэ Чэнь / Ся Синьи (CHN)                       | 3     | 1     | 2     | 4    | 4    | 4    | 1,000 | 146  | 137  | 1,066 |
| 4. Хизер Бэнсли / Софи Буковец (CAN)               | 3     | 0     | 3     | 3    | 0    | 6    | 0,000 | 91   | 126  | 0,722 |

| Дата  | Время |                                                 | Счёт |                                                 | Сеты  | Сеты  | Сеты  |
| Дата  | Время | 1                                               | Счёт | 2                                               | 3     |       |       |
| ----- | ----- | ----------------------------------------------- | ---- | ----------------------------------------------- | ----- | ----- | ----- |
| 27.07 | 18:00 | Сюэ Чэнь / Ся Синьи (CHN)                       | 1:2  | Мариафе Артачо дель Солар / Талика Клэнси (AUS) | 20:22 | 21:14 | 14:16 |
| 27.07 | 22:00 | Кристин Нусс / Тарин Клот (USA)                 | 2:0  | Хизер Бэнсли / Софи Буковец (CAN)               | 21:17 | 21:14 |       |
|       |       |                                                 |      |                                                 |       |       |       |
| 29.07 | 11:00 | Сюэ Чэнь / Ся Синьи (CHN)                       | 2:0  | Хизер Бэнсли / Софи Буковец (CAN)               | 21:15 | 21:19 |       |
| 29.07 | 22:00 | Кристин Нусс / Тарин Клот (USA)                 | 2:0  | Мариафе Артачо дель Солар / Талика Клэнси (AUS) | 21:16 | 21:16 |       |
|       |       |                                                 |      |                                                 |       |       |       |
| 1.08  | 16:00 | Мариафе Артачо дель Солар / Талика Клэнси (AUS) | 2:0  | Хизер Бэнсли / Софи Буковец (CAN)               | 21:10 | 21:16 |       |
| 1.08  | 22:00 | Кристин Нусс / Тарин Клот (USA)                 | 2:1  | Сюэ Чэнь / Ся Синьи (CHN)                       | 15:21 | 21:16 | 15:12 |

#### Группа C
|                                                  | Матчи | Матчи | Матчи | Очки | Сеты | Сеты | Сеты  | Мячи | Мячи | Мячи  |
| И                                                | В     | П     | В     | Очки | П    | В:П  | В     | П    | В:П  |       |
| ------------------------------------------------ | ----- | ----- | ----- | ---- | ---- | ---- | ----- | ---- | ---- | ----- |
| 1. Сара Хьюз / Келли Ченг (USA)                  | 3     | 3     | 0     | 6    | 6    | 0    | max   | 128  | 100  | 1,280 |
| 2. Свенья Мюллер / Цинья Тилльман (GER)          | 3     | 2     | 1     | 5    | 4    | 2    | 2,000 | 120  | 94   | 1,277 |
| 3. Барбора Германнова / Мари-Сара Штохлова (CZE) | 3     | 1     | 2     | 4    | 2    | 5    | 0,400 | 107  | 127  | 0,843 |
| 4. Клеманс Виейра / Алин Шамеро (FRA)            | 3     | 0     | 3     | 3    | 1    | 6    | 0,167 | 106  | 140  | 0,757 |

| Дата  | Время |                                      | Счёт |                                               | Сеты  | Сеты  | Сеты |
| Дата  | Время | 1                                    | Счёт | 2                                             | 3     |       |      |
| ----- | ----- | ------------------------------------ | ---- | --------------------------------------------- | ----- | ----- | ---- |
| 28.07 | 12:00 | Свенья Мюллер / Цинья Тилльман (GER) | 2:0  | Клеманс Виейра / Алин Шамеро (FRA)            | 21:14 | 21:12 |      |
| 28.07 | 22:00 | Сара Хьюз / Келли Ченг (USA)         | 2:0  | Барбора Германнова / Мари-Сара Штохлова (CZE) | 21:16 | 21:11 |      |
|       |       |                                      |      |                                               |       |       |      |
| 31.07 | 11:00 | Свенья Мюллер / Цинья Тилльман (GER) | 2:0  | Барбора Германнова / Мари-Сара Штохлова (CZE) | 21:17 | 21:9  |      |
| 31.07 | 15:00 | Сара Хьюз / Келли Ченг (USA)         | 2:0  | Клеманс Виейра / Алин Шамеро (FRA)            | 21:16 | 23:21 |      |
|       |       |                                      |      |                                               |       |       |      |
| 2.08  | 12:00 | Клеманс Виейра / Алин Шамеро (FRA)   | 1:2  | Барбора Германнова / Мари-Сара Штохлова (CZE) | 13:21 | 21:18 | 9:15 |
| 2.08  | 22:00 | Сара Хьюз / Келли Ченг (USA)         | 2:0  | Свенья Мюллер / Цинья Тилльман (GER)          | 21:18 | 21:18 |      |

#### Группа D
|                                                   | Матчи | Матчи | Матчи | Очки | Сеты | Сеты | Сеты  | Мячи | Мячи | Мячи  |
| И                                                 | В     | П     | В     | Очки | П    | В:П  | В     | П    | В:П  |       |
| ------------------------------------------------- | ----- | ----- | ----- | ---- | ---- | ---- | ----- | ---- | ---- | ----- |
| 1. Эсме Бёбнер / Зоэ Верже-Депре (SUI)            | 3     | 3     | 0     | 6    | 6    | 2    | 3,000 | 147  | 133  | 1,105 |
| 2. Тина Граудиня / Анастасия Самойлова (LAT)      | 3     | 2     | 1     | 5    | 4    | 2    | 2,000 | 114  | 110  | 1,036 |
| 3. Мелисса Умана-Паредес / Брэнди Уилкерсон (CAN) | 3     | 1     | 2     | 4    | 3    | 4    | 0,750 | 126  | 120  | 1,050 |
| 4. Хьюлиана Полетти / Мичель Вальенте (PAR)       | 3     | 0     | 3     | 3    | 1    | 6    | 0,167 | 116  | 140  | 0,829 |

| Дата  | Время |                                                | Счёт |                                           | Сеты  | Сеты  | Сеты  |
| Дата  | Время | 1                                              | Счёт | 2                                         | 3     |       |       |
| ----- | ----- | ---------------------------------------------- | ---- | ----------------------------------------- | ----- | ----- | ----- |
| 29.07 | 15:00 | Мелисса Умана-Паредес / Брэнди Уилкерсон (CAN) | 2:0  | Хьюлиана Полетти / Мичель Вальенте (PAR)  | 21:16 | 21:12 |       |
| 29.07 | 17:00 | Тина Граудиня / Анастасия Самойлова (LAT)      | 0:2  | Эсме Бёбнер / Зоэ Верже-Депре (SUI)       | 15:21 | 14:21 |       |
|       |       |                                                |      |                                           |       |       |       |
| 31.07 | 12:00 | Тина Граудиня / Анастасия Самойлова (LAT)      | 2:0  | Хьюлиана Полетти / Мичель Вальенте (PAR)  | 21:19 | 21:15 |       |
| 31.07 | 21:00 | Мелисса Умана-Паредес / Брэнди Уилкерсон (CAN) | 1:2  | Эсме Бёбнер / Зоэ Верже-Депре (SUI)       | 18:21 | 21:13 | 11:15 |
|       |       |                                                |      |                                           |       |       |       |
| 3.08  | 11:00 | Эсме Бёбнер / Зоэ Верже-Депре (SUI)            | 2:1  | Хьюлиана Полетти / Мичель Вальенте (PAR)  | 23:21 | 18:21 | 15:12 |
| 3.08  | 17:00 | Мелисса Умана-Паредес / Брэнди Уилкерсон (CAN) | 0:2  | Тина Граудиня / Анастасия Самойлова (LAT) | 14:21 | 20:22 |       |

#### Группа E
|                                                    | Матчи | Матчи | Матчи | Очки | Сеты | Сеты | Сеты  | Мячи | Мячи | Мячи  |
| И                                                  | В     | П     | В     | Очки | П    | В:П  | В     | П    | В:П  |       |
| -------------------------------------------------- | ----- | ----- | ----- | ---- | ---- | ---- | ----- | ---- | ---- | ----- |
| 1. Каролина Солберг Салгадо / Барбара Сейшас (BRA) | 3     | 3     | 0     | 6    | 6    | 1    | 6,000 | 140  | 113  | 1,239 |
| 2. Катя Стам / Раиса Схон (NED)                    | 3     | 2     | 1     | 5    | 5    | 2    | 2,500 | 139  | 122  | 1,139 |
| 3. Акико Хасэгава / Мики Исии (JPN)                | 3     | 1     | 2     | 4    | 2    | 4    | 0,500 | 103  | 100  | 1,030 |
| 4. Моника Пауликене / Айне Раупелите (LTU)         | 3     | 0     | 3     | 3    | 0    | 6    | 0,000 | 79   | 126  | 0,627 |

| Дата  | Время |                                                 | Счёт |                                         | Сеты  | Сеты  | Сеты  |
| Дата  | Время | 1                                               | Счёт | 2                                       | 3     |       |       |
| ----- | ----- | ----------------------------------------------- | ---- | --------------------------------------- | ----- | ----- | ----- |
| 28.07 | 11:00 | Каролина Солберг Салгадо / Барбара Сейшас (BRA) | 2:0  | Акико Хасэгава / Мики Исии (JPN)        | 21:12 | 21:19 |       |
| 28.07 | 15:00 | Катя Стам / Раиса Схон (NED)                    | 2:0  | Моника Пауликене / Айне Раупелите (LTU) | 21:19 | 21:17 |       |
|       |       |                                                 |      |                                         |       |       |       |
| 30.07 | 16:00 | Каролина Солберг Салгадо / Барбара Сейшас (BRA) | 2:0  | Моника Пауликене / Айне Раупелите (LTU) | 21:13 | 21:14 |       |
| 30.07 | 22:00 | Катя Стам / Раиса Схон (NED)                    | 2:0  | Акико Хасэгава / Мики Исии (JPN)        | 21:16 | 21:14 |       |
|       |       |                                                 |      |                                         |       |       |       |
| 2.08  | 9:00  | Моника Пауликене / Айне Раупелите (LTU)         | 0:2  | Акико Хасэгава / Мики Исии (JPN)        | 11:21 | 5:21  |       |
| 2.08  | 17:00 | Каролина Солберг Салгадо / Барбара Сейшас (BRA) | 2:1  | Катя Стам / Раиса Схон (NED)            | 16:21 | 21:17 | 19:17 |

#### Группа F
|                                         | Матчи | Матчи | Матчи | Очки | Сеты | Сеты | Сеты  | Мячи | Мячи | Мячи  |
| И                                       | В     | П     | В     | Очки | П    | В:П  | В     | П    | В:П  |       |
| --------------------------------------- | ----- | ----- | ----- | ---- | ---- | ---- | ----- | ---- | ---- | ----- |
| 1. Таня Хюберли / Нина Бруннер (SUI)    | 3     | 3     | 0     | 6    | 6    | 0    | max   | 126  | 74   | 1,703 |
| 2. Даниэла Альварес / Таня Морено (ESP) | 3     | 2     | 1     | 5    | 4    | 2    | 2,000 | 115  | 104  | 1,106 |
| 3. Лезана Пласетт / Алексия Ришар (FRA) | 3     | 1     | 2     | 4    | 2    | 4    | 0,500 | 89   | 118  | 0,754 |
| 4. Лаура Людвиг / Луиза Липпман (GER)   | 3     | 0     | 3     | 3    | 0    | 6    | 0,000 | 93   | 127  | 0,732 |

| Дата  | Время |                                      | Счёт |                                      | Сеты  | Сеты  | Сеты |
| Дата  | Время | 1                                    | Счёт | 2                                    | 3     |       |      |
| ----- | ----- | ------------------------------------ | ---- | ------------------------------------ | ----- | ----- | ---- |
| 29.07 | 12:00 | Таня Хюберли / Нина Бруннер (SUI)    | 2:0  | Даниэла Альварес / Таня Морено (ESP) | 21:12 | 21:19 |      |
| 29.07 | 21:00 | Лезана Пласетт / Алексия Ришар (FRA) | 2:0  | Лаура Людвиг / Луиза Липпман (GER)   | 21:14 | 22:20 |      |
|       |       |                                      |      |                                      |       |       |      |
| 31.07 | 10:00 | Таня Хюберли / Нина Бруннер (SUI)    | 2:0  | Лаура Людвиг / Луиза Липпман (GER)   | 21:9  | 21:15 |      |
| 31.07 | 17:00 | Лезана Пласетт / Алексия Ришар (FRA) | 0:2  | Даниэла Альварес / Таня Морено (ESP) | 12:21 | 15:21 |      |
|       |       |                                      |      |                                      |       |       |      |
| 3.08  | 12:00 | Даниэла Альварес / Таня Морено (ESP) | 2:0  | Лаура Людвиг / Луиза Липпман (GER)   | 21:16 | 21:19 |      |
| 3.08  | 16:00 | Лезана Пласетт / Алексия Ришар (FRA) | 0:2  | Таня Хюберли / Нина Бруннер (SUI)    | 11:21 | 8:21  |      |

### Стыковые матчи
| Рейтинг третьих команд                            | Рейтинг третьих команд | Рейтинг третьих команд | Рейтинг третьих команд | Рейтинг третьих команд | Рейтинг третьих команд | Рейтинг третьих команд | Рейтинг третьих команд | Рейтинг третьих команд | Рейтинг третьих команд | Рейтинг третьих команд |
|                                                   | Матчи                  | Матчи                  | Матчи                  | Очки                   | Сеты                   | Сеты                   | Сеты                   | Мячи                   | Мячи                   | Мячи                   |
| И                                                 | В                      | П                      | В                      | Очки                   | П                      | В:П                    | В                      | П                      | В:П                    |                        |
| ------------------------------------------------- | ---------------------- | ---------------------- | ---------------------- | ---------------------- | ---------------------- | ---------------------- | ---------------------- | ---------------------- | ---------------------- | ---------------------- |
| 1. Сюэ Чэнь / Ся Синьи (CHN)                      | 3                      | 1                      | 2                      | 4                      | 4                      | 4                      | 1,000                  | 146                    | 137                    | 1,066                  |
| 2. Валентина Готтарди / Марта Менегатти (ITA)     | 3                      | 1                      | 2                      | 4                      | 3                      | 4                      | 0,750                  | 126                    | 117                    | 1,077                  |
| 3. Мелисса Умана-Паредес / Брэнди Уилкерсон (CAN) | 3                      | 1                      | 2                      | 4                      | 3                      | 4                      | 0,750                  | 126                    | 120                    | 1,050                  |
| 4. Акико Хасэгава / Мики Исии (JPN)               | 3                      | 1                      | 2                      | 4                      | 2                      | 4                      | 0,500                  | 103                    | 100                    | 1,030                  |
| 5. Лезана Пласетт / Алексия Ришар (FRA)           | 3                      | 1                      | 2                      | 4                      | 2                      | 4                      | 0,500                  | 89                     | 118                    | 0,754                  |
| 6. Барбора Германнова / Мари-Сара Штохлова (CZE)  | 3                      | 1                      | 2                      | 4                      | 2                      | 5                      | 0,400                  | 107                    | 127                    | 0,843                  |

| Дата | Время |                                                | Счёт |                                               | Сеты  | Сеты  | Сеты |
| Дата | Время | 1                                              | Счёт | 2                                             | 3     |       |      |
| ---- | ----- | ---------------------------------------------- | ---- | --------------------------------------------- | ----- | ----- | ---- |
| 3.08 | 21:00 | Акико Хасэгава / Мики Исии (JPN)               | 2:0  | Лезана Пласетт / Алексия Ришар (FRA)          | 21:15 | 21:18 |      |
| 3.08 | 22:00 | Мелисса Умана-Паредес / Брэнди Уилкерсон (CAN) | 2:0  | Барбора Германнова / Мари-Сара Штохлова (CZE) | 21:15 | 21:15 |      |

### Плей-офф

#### 1/8 финала
| Дата | Время |                                                 | Счёт |                                                 | Сеты  | Сеты  | Сеты  |
| Дата | Время | 1                                               | Счёт | 2                                               | 3     |       |       |
| ---- | ----- | ----------------------------------------------- | ---- | ----------------------------------------------- | ----- | ----- | ----- |
| 4.08 | 9:00  | Сюэ Чэнь / Ся Синьи (CHN)                       | 0:2  | Эсме Бёбнер / Зоэ Верже-Депре (SUI)             | 27:29 | 16:21 |       |
| 4.08 | 17:00 | Каролина Солберг Салгадо / Барбара Сейшас (BRA) | 0:2  | Мариафе Артачо дель Солар / Талика Клэнси (AUS) | 22:24 | 14:21 |       |
| 4.08 | 18:00 | Лилиана Фернандес / Паула Сория (ESP)           | 0:2  | Таня Хюберли / Нина Бруннер (SUI)               | 21:23 | 16:21 |       |
| 4.08 | 22:00 | Сара Хьюз / Келли Ченг (USA)                    | 2:1  | Валентина Готтарди / Марта Менегатти (ITA)      | 21:18 | 17:21 | 15:12 |
|      |       |                                                 |      |                                                 |       |       |       |
| 5.08 | 9:00  | Свенья Мюллер / Цинья Тилльман (GER)            | 1:2  | Тина Граудиня / Анастасия Самойлова (LAT)       | 13:21 | 21:17 | 16:18 |
| 5.08 | 13:00 | Даниэла Альварес / Таня Морено (ESP)            | 2:1  | Катя Стам / Раиса Схон (NED)                    | 18:21 | 21:19 | 15:13 |
| 5.08 | 18:00 | Мелисса Умана-Паредес / Брэнди Уилкерсон (CAN)  | 2:0  | Кристин Нусс / Тарин Клот (USA)                 | 21:19 | 21:18 |       |
| 5.08 | 21:00 | Ана Патрисия Рамос / Эдуарда Лижбоа (BRA)       | 2:0  | Акико Хасэгава / Мики Исии (JPN)                | 21:15 | 21:16 |       |

#### 1/4 финала
| Дата | Время |                                                 | Счёт |                                                | Сеты  | Сеты  | Сеты  |
| Дата | Время | 1                                               | Счёт | 2                                              | 3     |       |       |
| ---- | ----- | ----------------------------------------------- | ---- | ---------------------------------------------- | ----- | ----- | ----- |
| 6.08 | 21:00 | Мариафе Артачо дель Солар / Талика Клэнси (AUS) | 2:1  | Эсме Бёбнер / Зоэ Верже-Депре (SUI)            | 21:19 | 16:21 | 15:12 |
| 6.08 | 22:00 | Сара Хьюз / Келли Ченг (USA)                    | 0:2  | Таня Хюберли / Нина Бруннер (SUI)              | 18:21 | 19:21 |       |
|      |       |                                                 |      |                                                |       |       |       |
| 7.08 | 18:00 | Даниэла Альварес / Таня Морено (ESP)            | 0:2  | Мелисса Умана-Паредес / Брэнди Уилкерсон (CAN) | 18:21 | 18:21 |       |
| 7.08 | 19:00 | Ана Патрисия Рамос / Эдуарда Лижбоа (BRA)       | 2:0  | Тина Граудиня / Анастасия Самойлова (LAT)      | 21:16 | 21:10 |       |

#### 1/2 финала
| Дата | Время |                                           | Счёт |                                                 | Сеты  | Сеты  | Сеты  |
| Дата | Время | 1                                         | Счёт | 2                                               | 3     |       |       |
| ---- | ----- | ----------------------------------------- | ---- | ----------------------------------------------- | ----- | ----- | ----- |
| 8.08 | 17:00 | Таня Хюберли / Нина Бруннер (SUI)         | 1:2  | Мелисса Умана-Паредес / Брэнди Уилкерсон (CAN)  | 21:14 | 20:22 | 12:15 |
| 8.08 | 21:00 | Ана Патрисия Рамос / Эдуарда Лижбоа (BRA) | 2:1  | Мариафе Артачо дель Солар / Талика Клэнси (AUS) | 20:22 | 21:15 | 15:12 |

#### Матч за 3-е место
| Дата | Время |                                                 | Счёт |                                   | Сеты  | Сеты  | Сеты |
| Дата | Время | 1                                               | Счёт | 2                                 | 3     |       |      |
| ---- | ----- | ----------------------------------------------- | ---- | --------------------------------- | ----- | ----- | ---- |
| 9.08 | 21:00 | Мариафе Артачо дель Солар / Талика Клэнси (AUS) | 0:2  | Таня Хюберли / Нина Бруннер (SUI) | 17:21 | 15:21 |      |

#### Финал
| Дата | Время |                                           | Счёт |                                                | Сеты  | Сеты  | Сеты  |
| Дата | Время | 1                                         | Счёт | 2                                              | 3     |       |       |
| ---- | ----- | ----------------------------------------- | ---- | ---------------------------------------------- | ----- | ----- | ----- |
| 9.08 | 22:30 | Ана Патрисия Рамос / Эдуарда Лижбоа (BRA) | 2:1  | Мелисса Умана-Паредес / Брэнди Уилкерсон (CAN) | 26:24 | 12:21 | 15:10 |

### Итоговое положение
|     | Ана Патрисия Рамос / Эдуарда Лижбоа (BRA)       |
|     | Мелисса Умана-Паредес / Брэнди Уилкерсон (CAN)  |
|     | Таня Хюберли / Нина Бруннер (SUI)               |
| 4.  | Мариафе Артачо дель Солар / Талика Клэнси (AUS) |
| 5.  | Тина Граудиня / Анастасия Самойлова (LAT)       |
| 5.  | Даниэла Альварес / Таня Морено (ESP)            |
| 5.  | Сара Хьюз / Келли Ченг (USA)                    |
| 5.  | Эсме Бёбнер / Зоэ Верже-Депре (SUI)             |
| 9.  | Каролина Солберг Салгадо / Барбара Сейшас (BRA) |
| 9.  | Свенья Мюллер / Цинья Тилльман (GER)            |
| 9.  | Лилиана Фернандес / Паула Сория (ESP)           |
| 9.  | Валентина Готтарди / Марта Менегатти (ITA)      |
| 9.  | Сюэ Чэнь / Ся Синьи (CHN)                       |
| 9.  | Катя Стам / Раиса Схон (NED)                    |
| 9.  | Кристин Нусс / Тарин Клот (USA)                 |
| 9.  | Акико Хасэгава / Мики Исии (JPN)                |
| 17. | Барбора Германнова / Мари-Сара Штохлова (CZE)   |
| 17. | Лезана Пласетт / Алексия Ришар (FRA)            |
| 19. | Марва Абдельхади / Доаа Элгобаши (EGY)          |
| 19. | Лаура Людвиг / Луиза Липпман (GER)              |
| 19. | Хизер Бэнсли / Софи Буковец (CAN)               |
| 19. | Моника Пауликене / Айне Раупелите (LTU)         |
| 19. | Хьюлиана Полетти / Мичель Вальенте (PAR)        |
| 19. | Клеманс Виейра / Алин Шамеро (FRA)              |